# Upidosin
Upidosin je antagonist alfa adrenergičkog receptora.